# 마카오 표준시
마카오 표준시(Macau Standard Time, 약어: MST, 포르투갈어: Hora Oficial de Macau, 중국어: 澳門標準時間)는 마카오의 시간이다. 시간은 일년 내내 UTC+8이며, 1980년 이후 일광 절약 시간이 적용되지 않았다. 기상 지구 물리학국이 마카오 표준시의 공식 시간 기록원이다. IANA 시간대 데이터베이스에는 Asia/Macau로 표시되어 있다.
마카오 표준시는 현재 중국 표준시(베이징 표준시 또는 단순히 중국의 나머지 지역에서 사용되는 베이징 시간이라고도 함) 및 홍콩의 홍콩 시간과 동일한 시간대에 있다.

## 같이 보기
- 중국의 시간
- 인도네시아 표준시
- 말레이시아 표준시
- 러시아의 시간대
- 싱가포르 표준시
- 대만 표준시